# Mihaly Csikszentmihalyi
Mihaly Csikszentmihalyi (Rijeka, 29 de setembro de 1934 – Claremont, 20 de outubro de 2021) foi um psicólogo húngaro-americano. Criador do conceito psicológico de fluxo (flow), um estado mental altamente focado.
Foi professor da Claremont Graduate University e chefe de psicologia da Universidade de Chicago e em Lake Forest College.

## Biografia
Mihaly Csikszentmihalyi nasceu em 29 de setembro de 1934 em Fiume (atual Rijeka, Croácia), na época parte da então Itália Imperial. Um húngaro-americano que durante a infância presenciou os horrores da Segunda Guerra Mundial.
Foi professor de Psicologia e Gestão da Claremont Graduate University, chefe do departamento de psicologia da Universidade de Chicago e do departamento de sociologia e antropologia em Lake Forest College.
Csikszentmihalyi destaca-se no pioneirismo do estudo da felicidade e criatividade, participando da fundação da psicologia positiva, porém mais conhecido como o arquiteto da noção de fluxo e por seus anos pesquisando e escrevendo sobre o tópico. Ele é o autor de muitos livros e mais de 120 artigos ou capítulos de livros. 
Segundo Martin Seligman, ex-presidente da American Psychological Association, descreveu Csikszentmihalyi como o principal pesquisador em psicologia positiva do mundo. Csikszentmihalyi disse uma vez: "A repressão não leva à virtude. Quando as pessoas se reprimem por medo, suas vidas são necessariamente diminuídas. Só por meio de disciplina livremente escolhida a vida pode ser aproveitada e e ainda assim dentro dos limites da razão". Seus trabalhos são influentes e muito citados.

## Publicações
- Csikszentmihalyi, Mihaly (1975). "Beyond Boredom and Anxiety: Experiencing Flow in Work and Play", San Francisco: Jossey-Bass. ISBN 0-87589-261-2[3][6]
- Csikszentmihalyi, Mihaly (1978) "Intrinsic Rewards and Emergent Motivation" in The Hidden Costs of Reward: New Perspectives on the Psychology of Human Motivation eds Lepper, Mark R; Greene, David, Erlbaum: Hillsdale: N.Y. 205–216[1][5][7]
- Csikszentmihalyi, Mihaly and Halton, Eugene (1981). The Meaning of Things: Domestic Symbols and the Self , Cambridge: Cambridge University Press. ISBN 0-521-28774-X
- Csikszentmihalyi, Mihaly and Larson, Reed (1984). Being Adolescent: Conflict and Growth in the Teenage Years. New York: Basic Books, Inc. ISBN 0-465-00646-9
- Csikszentmihalyi, Mihaly and Csikszentmihalyi, Isabella Selega, eds. (1988). Optimal Experience: Psychological studies of flow in consciousness, Cambridge: Cambridge University Press. ISBN 0-521-34288-0
- Csikszentmihalyi, Mihaly (1990). Flow: The Psychology of Optimal Experience. New York: Harper and Row. ISBN 0-06-092043-2
- Csikszentmihalyi, Mihaly (1994). The Evolving Self, New York: Harper Perennial. ISBN 0-06-092192-7
- Csikszentmihalyi, Mihaly (1996). Creativity: Flow and the Psychology of Discovery and Invention. New York: Harper Perennial. ISBN 0-06-092820-4
- Csikszentmihalyi, Mihaly (1998). Finding Flow: The Psychology of Engagement With Everyday Life. Basic Books. ISBN 0-465-02411-4
- Gardner, Howard, Csikszentmihalyi, Mihaly, and Damon, William (2001). Good Work: When Excellence and Ethics Meet. New York, Basic Books.[8]
- Csikszentmihalyi, Mihaly (2003). Good Business: Leadership, Flow, and the Making of Meaning. Basic Books, Inc. ISBN 0-465-02608-7
- Csikszentmihalyi, Mihaly (2014). The Systems Model of Creativity: The Collected Works of Mihaly Csikszentmihalyi. Dordrecht: Springer, 2014. ISBN 978-94-017-9084-0
- Csikszentmihalyi, Mihaly (2014). Flow and the Foundations of Positive Psychology: The Collected Works of Mihaly Csikszentmihalyi. Dordrecht: Springer, 2014. ISBN 978-94-017-9087-1
- Csikszentmihalyi, Mihaly (2014). Applications of Flow in Human Development and Education: The Collected Works of Mihaly Csikszentmihalyi. Dordrecht: Springer, 2014. ISBN 978-94-017-9093-2